# کیرا دیویس
کیرا دیویس (انگلیسی: Kira Davis) تهیه‌کننده فیلم اهل ایالات متحده آمریکا است.
از فیلم‌ها یا مجموعه‌های تلویزیونی که وی در آن‌ها نقش داشته‌است می‌توان به زندانیان اشاره نمود.